# Stahlbrode
Stahlbrode ist ein Ortsteil der Gemeinde Sundhagen im Landkreis Vorpommern-Rügen.

Stahlbrode zwischen 1880 und 1920

## Geografie und Verkehr
Stahlbrode liegt 21 Kilometer nordöstlich der Stadt Grimmen, 15 Kilometer südöstlich von Stralsund und 17 Kilometer nordwestlich von Greifswald. Die Ortsgemarkung liegt direkt am Strelasund gegenüber der Halbinsel Zudar auf der Insel Rügen. Westlich des Ortes verläuft die ehemalige Bundesstraße 96, die jetzige Bundesstraße 105.

## Geschichte
Der Name Stahlbrode war in der Vergangenheit mit „Stalbrode“ (also ohne h) und noch früher mit „Starbrode“ bezeichnet worden. Letzterer Name wird auf die slawische Bezeichnung stary = alt und brod = Furt, also zusammen auf „Alte Furt“ zurückgeführt.
Urkundlich wurde Stahlbrode erstmals 1337 genannt, als Bertram von Gristow seine Anteile an der Fähranstalt im Ort für 44 Mark an die Stadt und das Hospital zum Heiligen Geist in Greifswald verkaufte. 1346 verkaufte die Familie von Slavestorp ihre Anteile am Ort ebenfalls an Stadt und Hospital. 1384 gab schließlich Herzog Wartislaw VI. die ihm zustehende Bede an Greifswald mit Hospital. Damit besaßen beide die gesamte Gemarkung und ließen sich das 1418 von Herzog Wartislaw IX. bestätigen, einschließlich des Besitzes der anderen Dörfer in der Umgebung.
Bei der Visitation von 1670 wurden festgestellt:
- 5 Vollbauern mit je 2 Landhufen
- 3 Kossaten
- 3 Katenleute

1687 ersucht der Fährmann die Stadt Greifswald, sie war alleiniger Besitzer der Fähre, ihm bei der Beschaffung eines großen Fährbootes zu helfen, da seine beiden Boote während des brandenburgischen Krieges entschädigungslos weggenommen wurden.
1715 brannte das Fährhaus durch Blitzschlag ab. Der Neubau kostete 120 Thaler. 1749 wurde im Ort eine Schule eingerichtet.
1809 wurden die Kossatenstellen aufgelöst, Ländereien wurden den Bauernwirtschaften zugeordnet. Nach einer Vermessung und Separation von 1838 sollten die Höfe separat auf ihren zugehörigen Ackerwerken neu aufgebaut werden. Die Stadt unterstützte mit Baumaterial und einigen Leistungen. Das war schon bis 1841 realisiert. 1845 wurde der Mühlenzwang nach Reinberg aufgehoben, es blieb aber vorerst der Schmiedezwang zu diesem Ort. 1840 wurden die zwei vorhandenen Mietkaten abgebrochen. Sie dienten bislang den Leinwebern als Wohn- und Arbeitsunterkunft. 1858 lebten 16 Familien vom Fischfang, sie besaßen 9 Boote. Die Fischereigerechtigkeit lag bei der Stadt Greifswald, die so genannte Wasserpacht betrug pro Fischer 1 Thaler pro Jahr.
Wegen der Fähre nach Rügen wurde 1859 endlich eine Steinbahn von Reinberg nach Stahlbrode gebaut. Aber 1864 endete für Greifswald als Besitzer die Fährgerechtigkeit und damit für den Fährmann die Arbeit. Die Fährgerechtigkeit ging nach Glewitz auf Rügen. Der Stahlbroder Fährmann wurde Bauer und Gastwirt auf dem bisherigen Gehöft. Er musste lediglich dem Glewitzer Fährmann bei Unwetter Unterkunft gewähren.
Die Liegenschaftsstruktur in Stahlbrode war 1866 folgende:
- Bauernhof I – Vägler, Joachim – 292 Morgen – 560 Thaler für 12 Jahre Zeitpacht, der Hof liegt 1,2 km nordwestlich des Ortes
- Bauernhof II – Meyer, Christoph – 376 Morgen – 738 Thaler für 12 Jahre Zeitpacht, der Hof liegt 2,4 km westlich des Ortes
- Bauernhof III – Vägler, Johann – 304 Morgen – 315 Thaler für 12 Jahre Zeitpacht, der Hof liegt 1,6 km südwestlich des Ortes
- Bauernhof IV – Mohr, Albert – 624 Morgen – 472 Thaler für 12 Jahre Zeitpacht, der Hof liegt 1,1 km südwestlich des Ortes
- Bauernhof V – Vägler, Johann – 353 Morgen – 355 Thaler für 12 Jahre Zeitpacht, der Hof liegt 0,5 km südlich des Ortes
- Fährgehöft – Bunge – 141 Morgen – 0,1 km östlich
- Büdnerstellen – 5 Büdner        je 1 – 2 Morgen in Erbpacht

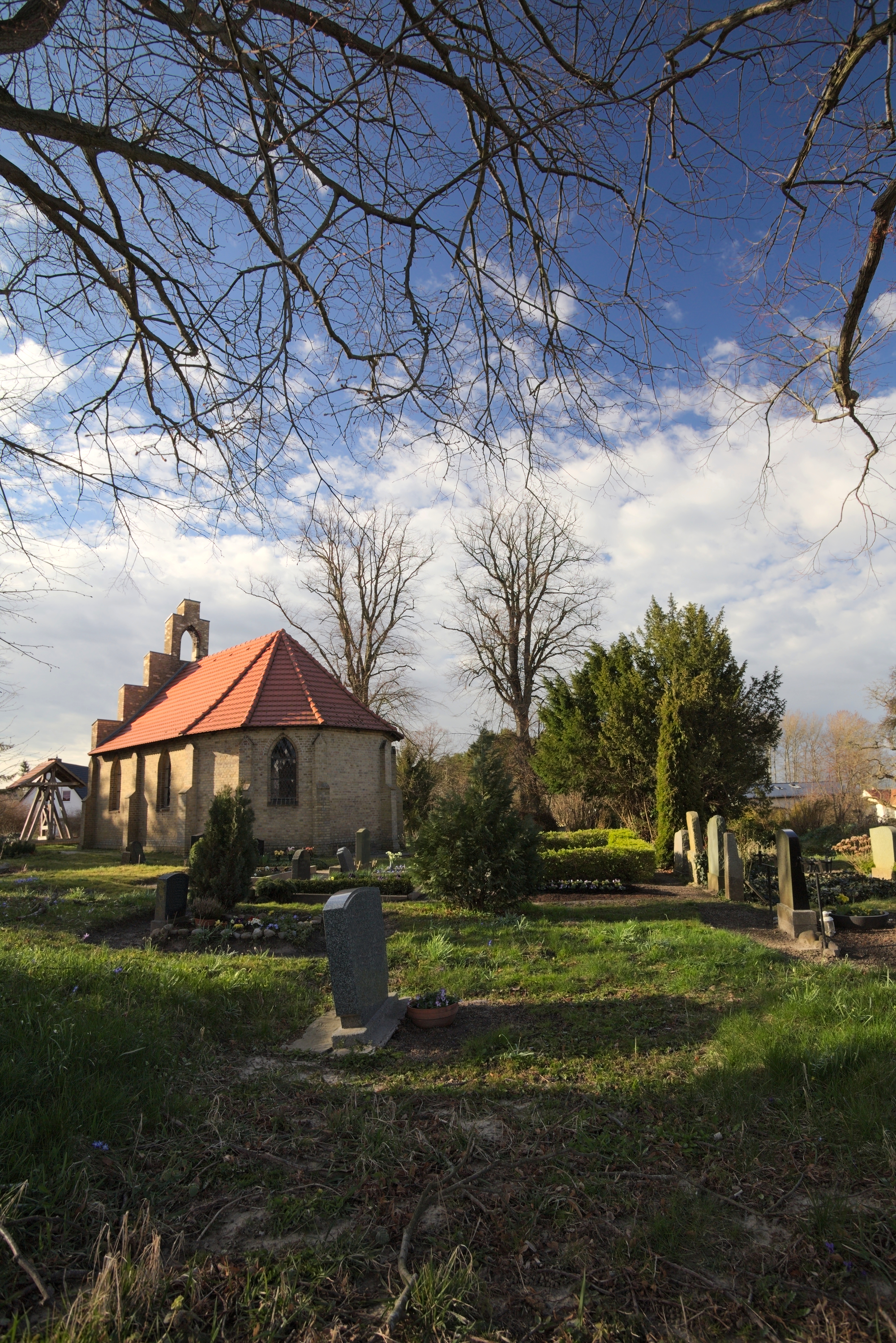
Kapelle mit Friedhof

Stahlbrode war ein Bauerndorf, Kapellenort und hatte einen Schulzen. 1862 hatte der Ort 287 Einwohner, 1767 waren es noch 140.
1866 hatte Stahlbrode 6 Wohnhäuser, 17 Wirtschaftsgebäude, 8 Katen mit 3 Ställen, eine Schule und seit 1852 ein Armenhaus. Die Kapelle besteht aus einem Fachwerkgebäude mit Ziegeldeckung.
Die offizielle Statistik von 1871 für Stahlbrode zeigt: Der Ort hatte 20 Wohnhäuser mit 52 Haushaltungen, es gab 274 Einwohner, 1867 waren es noch 266, alle Einwohner gehörten der evangelischen Konfession an.
Das Messtischblatt von 1880 zeigt deutlich die Struktur der Ortschaft. Die dezentralen Höfen waren Drei-Seit-Höfe mit einem Wohnhaus, 2 größeren Wirtschaftsgebäude und zwei kleinen Schuppen. Auch ein kleiner Park war bei jedem Hof vorhanden. Die Höfe wurden in den Karten als „Gut“ bezeichnet. Auch der Fährhof hatte diese Struktur. Der Fähranleger war 1880 130 Meter lang und massiv ausgeführt. Bis 1920 wurde nördlich des Fähranlegers eine Hafenmole errichtet, die bogenförmig zum Fähranleger einen kompakten Hafen bildete, die Fährmole wurde noch weiter verstärkt.
Nach 1945 vergrößerte sich der Ort beträchtlich. Der westliche Hof II wurde abgebrochen und fiel wüst. Alle anderen Höfe blieben bestehen, sie wurden alle weiter ausgebaut. Nordwestlich des Ortes an der Sund-Küste entstand eine große Bungalow-Siedlung sowie ein Zeltplatz.
Wegen des zunehmenden Tourismusverkehrs und der eingeschränkten Kapazitäten der Stralsunder Zubringer nach Rügen kam Stahlbrode als Entlastungsfähre steigende Bedeutung zu. Der Fährhafen wurde modern ausgebaut. Er wird saisonal betrieben. Der Ort hat sich voll dem Tourismus verschrieben.
Stahlbrode wurde am 1. Juli 1950 nach Reinberg eingemeindet.
Reinberg schloss sich am 7. Juni 2009 mit den Gemeinden Behnkendorf, Brandshagen, Horst, Kirchdorf, Miltzow und Wilmshagen zur neuen Gemeinde Sundhagen zusammen.

## Sehenswürdigkeiten
- Fähr- und Bootshafen

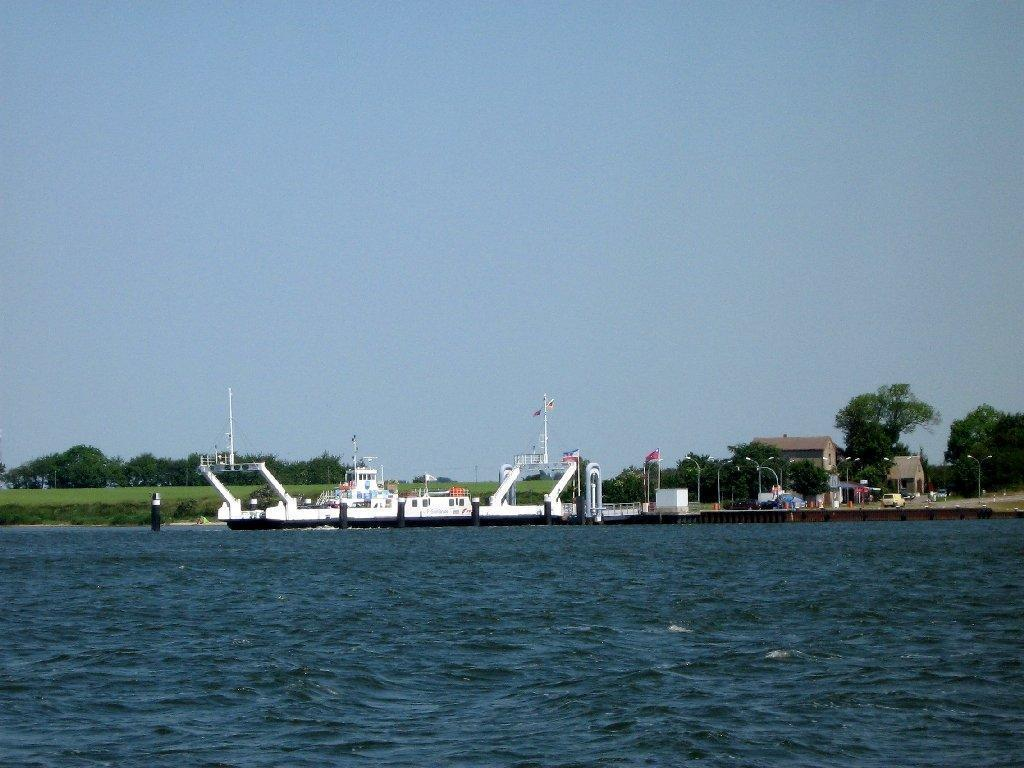
Autofähre über den Strelasund

- Bodendenkmal Kanonenschanze am Sundufer nordwestlich des Ortes
- Die Fischerhäuser in der Straße Zum Hafen 44 stehen unter Denkmalschutz
- Kapelle mit Friedhof aus der Zeit um 1886
- Landwerthof mit Schulbauernhof und Hofladen

→ Siehe auch Liste der Baudenkmale in Sundhagen

## Wirtschaft und Infrastruktur
Im Ort existieren ein Yachthafen, ein Bootsverleih sowie mehrere gastronomische Einrichtungen. Neben einem Campingplatz werden Ferienwohnungen für Touristen angeboten.
Der Ort ist über die Landesstraße 30 mit der Bundesstraße 105 verbunden. Die Verkehrsgemeinschaft Nordvorpommern ermöglicht über die Linie 303 eine Verbindung nach Stralsund und Brandshagen. Eine Fährverbindung führt nach Zudar (Ortsteil Glewitz) auf der Insel Rügen.